# CDMA UKRAINE
Компа́нія «International Telecommunication Company» (ITC, торговельна марка «CDMAua») — оператор зв'язку стандарту CDMA, була заснована в листопаді 1996 року як спільне українсько-американське підприємство.

## Історія розвитку
- 1997 рік — з'явилася і почала розвиватися телекомунікаційна мережа зв'язку на основі технології під торговельною маркою CDMA UKRAINE. Компанія одержала всі необхідні ліцензії для роботи в стандарті CDMA IS-95.

- 2000 рік — компанія ITC завершує початковий етап будівництва розгалуженої по території України телекомунікаційної мережі. У цей рік були отримані додаткові ліцензії та дозволи на використання радіочастот у регіонах.

- Квітень 2001 року — оператор CDMA UKRAINE почав свою роботу в Києві, надаючи повноцінний комплекс телекомунікаційних послуг стандарту CDMA: із прямим міським номером, можливістю передавати й приймати факсові повідомлення за допомогою стільникового телефону та інших додаткових можливостей.

- 2002 рік — CDMA UKRAINE розширює покриття й відкриває регіональне відділення в Чернігові.

- 2004 рік — мережа CDMA UKRAINE технічно вступила в наступну стадію розвитку технології CDMA 2000-1х. Це дало можливість використовувати високошвидкісну передачу даних, надаючи абонентам легкий і якісний доступ до всесвітньої мережі Інтернет.

- 2005 рік — CDMA UKRAINE одержує необхідні ресурси й можливості для росту й розширення географії покриття: ліцензії на розвиток мережі в регіонах України; виділення номерної ємності, необхідної для підключення абонентів; сертифікація стільникових апаратів.

CDMA UKRAINE обслуговує понад сто тисяч абонентів у Києві, Київській області й ще в 17-ти регіонах країни: Білої Церкви, Вінниці, Житомирі, Кременчуці, Миколаєві, Полтаві, Севастополі, Херсоні, Черкасах, Львові, Чернігові, Івано-Франківську, Тернополі, Луцьку, Рівне, Ужгороді.
Вересень-Грудень 2007 року — мережа CDMA UKRAINE поповнилася Тернопільською, Івано-Франківською, Луцькою, Рівненською й Ужгородською філіями.
Абоненти CDMA UKRAINE можуть обмінюватися СМС з абонентами всіх українських CDMA- і GSM-Операторів, а також з абонентами ще понад 600 операторів в усьому світі.
Оператор пропонує понад 20 додаткові послуги, серед яких: мобільне телебачення, голосова пошта, підвищений рівень конфіденційності Voice Privacy та безліч інших послуг.
З 2008р CDMA UKRAINE працює на основі стандарту CDMA 2000 EV-DO версії Revision A, надаючи можливість абонентам одержувати повний пакет послуг «з одних рук»: голосові й контент-послуги, вебхостинг, кабельний й оптоволоконний зв'язок, можливість створення корпоративних VPN-Мереж.
2009 р CDMA UKRAINE купує CDMA підрозділ компанії Velton telecom, за результатом цієї угоди стає найбільшим оператором CDMA зв'язку в Україні (приблизно 400 000 абонентів), стає другим національним оператором CDMA в Україні.
2010 р. — ребрендинг. Тепер послуги надаються під ТМ «CDMAua». Новий слоган — «Просто. Раціонально.»
- 16 листопада 2012 року НКРЗІ анулювала ліцензії компанії у зв'язку із поглинанням її компанією Інтертелеком[1][2], також було анулювано ліцензії компаній, пов'язаних із ІТС — «Схід Телеком» та «Українська Хвиля». З літа 2012 року було об'єднано служби продажів, восени 2012 року абонентам ITC запропонували укласти трьохсторонню угоду з обома операторами, а з 1 квітня 2013 року абоненти ІТС будуть переведені в білінгову систему Інтертелекому[3].